# Northglenn, Colorado
Northglenn, Colorado là một thành phố thuộc quận, tiểu bang Colorado, Hoa Kỳ. Thành phố có diện tích km², dân số thời điểm năm 2009 theo ước tính của Cục điều tra dân số Hoa Kỳ là 33697 người2.